# Aulonocnemis camilloi
Aulonocnemis camilloi är en skalbaggsart som beskrevs av Yves Cambefort 1987. Aulonocnemis camilloi ingår i släktet Aulonocnemis och familjen Aulonocnemidae. Inga underarter finns listade.